# Monocentropus balfouri
Monocentropus balfouri é uma espécie de aranha pertencente à família Theraphosidae (tarântulas).